# H. Montgomery Hyde
Harford Montgomery Hyde (Belfast, Irlanda do Norte, 14 de agosto de 1907 – Tenterden, Kent, 10 de agosto de 1989) foi um barrister, político, autor e biógrafo britânico, que perdeu seu assento na Câmara dos Comuns do Reino Unido como resultado de sua campanha pela descriminalização da homossexualidade.

## Biografia
Nascido em 14 de agosto de 1907, na Malone Road em Belfast, na Irlanda do Norte, Hyde frequentou a Sedbergh School em Cúmbria, na Inglaterra. Seu pai, James Johnstone Hyde, era um comerciante de linho e vereador pelo Partido Unionista do Ulster pelo distrito eleitoral de Cromac. Ele frequentou a Queen's University of Belfast, onde obteve uma graduação em História e, depois, o Magdalen College, Oxford, onde obteve uma graduação em Direito. Ele era um primo distante de Henry James.
Ele se casou em 1939 com Dorothy Mabel Brayshaw Crofts (de quem se divorciou em 1952), em 1955 com Mary Eleanor Fischer (dissolvido em 1966) e, finalmente, com Rosalind Roberts Dimond. De acordo com seu testamento, suas propriedades foram deixadas à sua viúva Rosalind e seus escritos para o Escritório de Papéis Públicos da Irlanda do Norte. 

## Carreira
Hyde foi admitido na ordem dos advogados em 1943, trabalhando brevemente em Londres e no circuito Nordeste. Seu primeiro emprego assalariado foi com Charles Vane-Tempest-Stewart, o 7° Marquês de Londonderry, cuja esposa Edith era uma anfitriã famosa de políticos londrinos e cuja influência sobre Ramsay MacDonald levantava as suspeitas de alguns de que os dois seriam amantes. De 1935 a 1939, Hyde era bibliotecário e Secretário Particular do Marquês (quando este defendia a política de apaziguamento com os nazistas), contratado especificamente para pesquisar os documentos da família e escrever sobre a história desta. Seus trabalhos sobre a família incluem Londonderry House and its Pictures (1937), The Rise of Lord Castlereagh (1933), um livro que continua a ser altamente respeitado, e The Londonderrys: A Family Portrait.
O tenente-coronel Hyde, como ele se tornaria conhecido durante a maior parte de sua carreira parlamentar, juntou-se ao corpo de inteligência do Exército Britânico em 1939 servindo como Censor Assistente em Gibraltar em 1940. Ele foi então transferido para o MI6 e passou a trabalhar em serviços de contra-espionagem nos Estados Unidos sob a orientação de Sir William Stephenson, diretor da Coordenação de Segurança Britânica no Hemisfério Ocidental. Ele também foi Adido Militar e Diretor de Segurança em Bermuda entre 1940 e 1941 e Assistente de Controle de Passaporte em Nova York de 1941 a 1942. Ele esteve com o Exército Britânico nos Estados Unidos de 1942 a 1944, se vinculando ao QG Supremo das Forças Expedicionárias dos Aliados em 1944 e sendo depois destacado para a Comissão de Controle dos Aliados na Áustria até 1945 como jurista. Depois da guerra, tornou-se editor assistente da revista Law Reports até 1947 e foi consultor jurídico da British Lion Film Corporation, então gerida por Alexander Korda, até 1949; em 1948, ele publicou The Trials of Oscar Wilde (Os Julgamentos de Oscar Wilde), um precursor de mais três livros sobre Oscar Wilde e seus julgamentos por atividades homossexuais.

### Política
Hyde havia planejado uma carreira parlamentar desde os anos 1930, sendo sondado para concorrer a assentos no Legislativo até que a guerra adiou as eleições até 1945. Ele, então, concorreu para ser candidato pelo Partido Unionista do Ulster no distrito de South Belfast e foi infeliz o suficiente de perder a indicação por apenas um voto. Cinco anos mais tarde, ele foi candidato (e se elegeu) pelo distrito de North Belfast. Ele esperava manter seu assento por 25 anos ou mais. No entanto, ele representou o distrito eleitoral por apenas nove anos. Seu discurso inaugural foi sobre o tema controverso da não-aplicabilidade das ordens de manutenção emitidas na Irlanda do Norte na Grã-Bretanha e, portanto, o problema dos maridos que fugiam de suas obrigações maritais fugindo do país.
Uma de suas ações mais famosas em Westminster foi quando apresentou uma moção pedindo pela construção de um túnel entre a costa da Irlanda e a costa da Escócia. Ecoando Jules Verne, ele pronunciou: "Os sonhos de ontem são as realidades de hoje". Ele foi delegado do Reino Unido para a Assembleia Consultiva do Conselho da Europa em Estrasburgo de 1952 a 1955, onde defendeu a simplificação dos vistos no continente e dos controles de fronteira. Ele era um viajante incessante, tendo visitado a Alemanha Oriental e a Tchecoslováquia em 1958, o que o colocou em confronto com exilados políticos. Em 1951 e em 1955, Hyde for reeleito e manteve seu assento na Câmara dos Comuns.
Em 1959, no entanto, Hyde foi expulso de seu partido por defender a descriminalização da homossexualidade no Reino Unido durante um debate sobre a implementação do Relatório Wolfenden em 26 de novembro de 1958. Ele era um dos maiores entusiastas dessa discussão. De fato, Hyde era, de todos os deputados, o principal defensor de uma reforma da lei homossexual.
O pedido de reintegração de Hyde ao Partido Unionista do Ulster foi rejeitado por 171 votos a 152. Por apenas 19 votos, o Partido Unionista perdeu uma de suas vozes mais respeitadas em Westminster e no exterior, um deputado que aconselhava seus eleitores sobre a mudança dos tempos e tentava modernizar e moderar os unionistas. Um ponto de vista expresso foi o de que a votação foi tão apertada que ele conseguiria ter revertido a situação caso tivesse estado presente à sessão que determinaria seu futuro no partido.
Dois dias depois, direto de Belize City, Hyde se queixou de que era uma descortesia realizar a reunião sem ele, especialmente porque havia 3.000 eleitores que ele representava. Sua esposa declarou, em Londres, no dia seguinte: "vou aconselhá-lo a cortar o restante de sua viagem, se isso for possível, e lidar com o assunto no local". Hyde fez esforços para que a decisão fosse anulada pela sede do Partido Unionista em razões processuais, mas não tinha apoio político de alto nível.
Embora ele tenha feito segredo de suas opiniões progressistas durante os debates sobre a pena de morte, Hyde fez de sua ruína política suas visões políticas sem rodeios sobre a descriminalização da homossexualidade. Ele contribuiu com um discurso de meia hora para um debate em 1958 sobre os vários aspectos do relatório Wolfenden. Ele concluiu sua fala exigindo a igualdade para os homossexuais e as prostitutas. Mais cedo, ele citou o caso de um adulto que havia sido preso e liberado por fazer sexo consensual com outro homem e que perdeu seu emprego quando seu patrão ficou sabendo sobre isso. Ele apontou "três falácias populares que foram expostos no relatório": a de que os homossexuais masculinos sempre praticam sodomia, de que os homossexuais são necessariamente afeminados, e de que os casos judiciais mais relevantes "são de homossexuais masculinos praticantes de sexo em locais privados". Apenas cem homens por ano eram condenados por fazerem sexo consensual com outros homens em locais privados. Os esforços de Hyde para descriminalizar a homossexualidade levaram mais dez anos para se materializar na Inglaterra e no País de Gales. Na Irlanda do Norte, levaram mais 25 anos, só sendo efetivada em 1982.
Mais tarde na vida, Hyde tornou-se um pouco desiludido com a causa do unionismo irlandês. Em 1972, Hyde escreveu o primeiro livro sobre a história da homossexualidade na Grã-Bretanha e na Irlanda, intitulado The Other Love, talvez seu trabalho mais memorável e duradouro. Com suas narrativas ricas e detalhadas, "misturando conhecimento jurídico com anedotas ilustrativas", foi o livro mais extenso sobre o assunto até então já publicado. Antony Grey, secretário da Sociedade para Reforma da Lei Homossexual, ofereceu histórias e recortes de arquivos da sociedade para a seção contemporânea do livro.